# 情報局
情報局（じょうほうきょく、旧字体：情󠄁報局、英語: Intelligence Bureau）は、第二次世界大戦当時の日本の内閣直属の情報機関である。戦争に向けた世論形成、プロパガンダと思想取締の強化を目的に、内閣情報部と外務省情報部、陸軍省情報部、海軍省軍事普及部、内務省警保局検閲課、逓信省電務局電務課、以上の各省・各部課に分属されていた情報事務を統一化することを目指して、1940年12月6日に発足した。職員は情報官以上55名、属官89名の合計144名。
国内の情報収集、戦時下における言論・出版・文化の検閲・統制、マスコミの統合や文化人の組織化、および銃後の国民に対するプロパガンダを内務省・陸軍省・海軍省・大本営陸軍部・海軍部などと並行して行った政府機関である。
「内閣情報局」（ないかくじょうほうきょく、英語: Cabinet Intelligence Bureau）とも呼ばれるが、公式名称は「情報局」である。中央情報局（CIA）や内閣情報調査室のようなインテリジェンス機関というより、ナチス・ドイツ政権下の国民啓蒙・宣伝省のような機関であった。

## 沿革
1932年の満州国建国に際して、アメリカから日本への非難が高まり、外務省は帝国主義的外交で名高い内田康哉外務大臣のもとで対外情報戦略の練り直しを迫られた。外務省情報部の白鳥敏夫はこれまでの陸軍省新聞班との経緯を水に流し、外務・陸軍（鈴木貞一ほか）・参謀本部（武藤章ほか）の局部長・佐官級による連絡会議「時局同志会」を結成する。
同志会は情報宣伝に関する委員会設置を決定。これにより結成された非公式の連絡機関「情報委員会」を前身として、1936年「内閣情報委員会」が設置される。内閣書記官長のもと政府各省庁と陸海軍の官僚により、公安維持のために積極的な情報統制や情報発信をする機関として活動したが、国内の統制ではなく外務省の対中国戦略がメインであった。
内閣官房を間に挟んで外務省と陸軍との綱引きが水面下で行われた結果1937年、「内閣情報部」に改められ、一元的な対外情報収集や対外宣伝活動が職務に加えられた。これは山本五十六海軍次官と須磨弥吉郎南京総領事の肝煎りだとされている。1939年には「国民精神総動員に関する一般事項」がさらに加わり、国民に対する宣伝を活発化させ、それを担うマスコミ・芸能・芸術への統制を進めた。
1940年には、帝国劇場を内閣情報部が庁舎として利用することとし、演劇を提供する場を潰した。
1940年（昭和15年）、第2次近衛内閣は内閣情報部に外務省・内務省・逓信省・陸軍省・海軍省の情報・報道関係部門を統合させ、情報収集・統制・発信の一元化をめざす局に昇格させることを決定。10月3日に閑院宮載仁親王が参謀総長を離任し後任に杉山元陸軍大将が就任すると、8日には米国国務省は極東在住米国市民に引き上げを勧告した。それから4日後の10月12日、大政翼賛会の発会式が挙行され、内閣総理大臣が総裁に就任し、3日後の10月15日には内閣情報局官制案要綱が閣議で決定された。
1940年12月6日、内閣情報局は総力戦態勢を整備し「挙国的世論の形成を図る」目的で発足した。初代総裁は外務省官僚の伊藤述史、副総裁はジャーナリストで大政翼賛会宣伝部長の久富達夫（敗戦までに日本放送協会専務理事となった）。
しかし陸軍と海軍は、大本営陸軍部・海軍部に報道部を設置したほか、陸軍省には報道部、海軍省には軍事普及部を設置するなど、情報局への協力姿勢や権限移譲の意志がまるで無く、その結果、情報局は内務省警保局検閲課（旧図書課）の職員が大半を占めて、検閲の実務を遂行していた。
検閲の実務にあたったのは、放送については逓信省の出先機関である東京、大阪、名古屋、広島、熊本、札幌、仙台の各逓信局の逓信省監督課の職員230名、新聞や雑誌については、各府県の警察部の担当課（特高課や検閲課）であった。
局舎は当初、接収した帝国劇場が充てられたが、1942年2月には三宅坂の参謀本部庁舎に移転しており、間もなく、霞が関の内務省庁舎5階（警保局のある階）に再移転している。
1945年4月に陸軍省・海軍省・外務省・大東亜省の報道対策・対外宣伝部門が情報局管轄下となった。この内、重要な部署である情報収集と調査を担当する第一部（企画）には海軍少将が、報道に関する全ての実権を握る第二部（報道）には陸軍少将がそれぞれ配属されたが、軍部は情報局を通さずに、大本営陸軍部・海軍部の報道部などを活用していたため、情報局は実質的に内務省の出先機関化していた。
戦後、情報局は存続のために戦時色を払拭することとなり、外国文化の紹介、外字新聞及び外人記者関係事務の円滑を図る目的での改革が1945年11月1日より施行された。従来の第1部（企画）・第2部（報道）・第3部（対外）は廃止し、新たに世論調査課と国際課を設置し、局員を半減した。しかし、同年12月26日の閣議で情報局は完全に解体されることが決定し、同年12月31日には廃止された。

## 任務および組織
- 国策遂行の基礎たる事項に関する情報蒐集、報道および啓発宣伝
- 内務省警保局の検閲（日本における検閲参照）業務の引き継ぎ。
- 新聞紙その他の出版物に関する国家総動員法第二十条に規定する取締と処分（掲載の制限または禁止）
- ラジオなどの放送無線、電話による放送事項に関する指導及び取締
- 映画・蓄音機レコード・演劇・演芸の国策遂行の基礎たる事項に関する啓発宣伝上必要なる指導および取締

トップには親任官で、民間から人材を求め任命された総裁、下に次長を置き、その下に第一部（企画 - 情報収集、調査）、第二部（報道 - 新聞、出版、放送）、第三部（対外 - 宣伝、報道、文化活動）、第四部（検閲）、第五部（文化 - 映画、演劇、芸術等）および官房を置いた。さらに後日、第四部と第五部は統合、簡略化され、1944年には戦時資料室（国内動向と敵国動向の調査）を置いた。
なかんずく重要なのは第二部（報道）で、内閣情報部所管の「新聞雑誌用紙統制委員会」（1940年5月設置）による用紙の割り当て・配給統制を通じて、全国の新聞社・出版社に対して影響力を行使し、記事の内容への介入など言論統制を図り、今に至る「一県一紙」を目指す新聞統制を指導した。1942年には各県の新聞はほとんど一社に統合され、現在の新聞社はこの際の統合をルーツとする会社が多い。

### 歴代総裁
- 1940年12月6日 - : 伊藤述史
- 1941年10月18日 - : 谷正之
- 1942年9月17日 - : （兼）谷正之（外務大臣）
- 1943年4月20日 - : 天羽英二
- 1944年7月22日 - : （兼）緒方竹虎（国務大臣）（元朝日新聞社副社長）
- 1945年4月7日 - : （兼）下村宏（国務大臣） （元朝日新聞社副社長、元日本放送協会会長）
- 1945年8月17日 - : （兼）緒方竹虎
- 1945年9月13日 - : 河相達夫 （外務次官兼任）・1945年12月29日退任
- 1945年12月31日 廃止

### 歴代情報局次長
上記の通り兼任が多いため次長が事実上のトップに位置していた。中でも日本新聞會の創設及び大部分の新聞統合（新聞統制を参照）は奥村次長の任期に集中している。
- 1940年12月6日 - :久富達夫（兼・大政翼賛会宣伝部長）
- 1941年10月23日 - : 奥村喜和男
- 1943年4月22日 - : 村田五郎
- 1944年7月28日 - : 三好重夫
- 1945年4月10日 - : 久富達夫
- 1945年8月22日 - : 赤羽譲
- 1945年12月31日 廃止

### 関係機関
下部組織として半官半民の組織や外郭団体、マスコミ関係の会社など多数の組織を擁していた。
- 日本新聞会
- 日本出版会（もと社団法人日本出版文化協会）
- 外郭団体
  - 大政翼賛会文化部
  - 大日本言論報国会
  - 日本音楽文化協会
  - 報道技術研究会
  - 宣伝技術家協会
  - 日本編集者協会
  - 出版報国団
  - 日本文学報国会
- 日本出版配給株式会社　（全国の出版取次業者を統合して1941年設立）

### 関連人物
- 京極高鋭 - 嘱託職員。ジャーナリスト。1937年頃、「愛国行進曲」の選定に携わった。柳沢保恵（第一生命保険設立者）の孫の京極高幸を養子にした。

## 統制下の芸術家やマスコミ
情報局は紙の配給権を掌握しており、新聞・出版物の言論統制をすることが可能であった。美術・出版の仕事をする者は情報局の指揮下に入るか、さもなければ軍需工場に徴用工として配属されるか、徴兵に応じ召集されるかのいずれかである。1940年頃には情報局の指揮下にある直属の関係機関がつくられた。
画家・写真家は印刷会社や新聞社などに所属することになり、従軍画家・従軍写真家として徴用され、満州や南方戦線へ派遣された者も多い。戦地ではカメラフィルムより画家のスケッチのほうが安価であるとして、悲惨な光景を描かされた者もいた。作成・撮影された作品及び写真はすべて情報局より検閲が行われ、検閲「不許可」となれば没収された。「不許可」が度重なると、処分の対象とされることもあった。
物資の統制と同時に平和工作物の制作禁止がなされており、戦争協力を拒んで特別高等警察に逮捕されたり「非国民」のレッテルを貼られたりする事を恐れた多くの文学者、芸術家、ジャーナリストらが、進んで、あるいは時局に流され不承不承、情報局の宣伝活動に協力し戦争画や軍歌、ルポルタージュなど多くの作品を残した（情報局傘下の組織に加入しなければ制作活動が許可されず、紙や文具、絵具等の必要な物資も供給されなかったためである）。
情報局の統制に反発し、投獄され拷問を受けたり活動を中断した者も当初は少なからずいたが、結局は新聞・出版にも芸能界・芸術界にも統制の締め付けに反発する運動は出ず、むしろ紙などの統制物資の割り当てやより大きな機会を求めて情報局に擦り寄り、協力する者の数が圧倒的に多かった。この点では情報統制、言論統制をマスコミに従わせることで、国民への思想統制をすみやかに行うという目的が達せられた。
但し、『陸軍』（監督木下惠介）のように、情報局の求める展開を踏襲しつつも戦争がもたらす別離といった現実を（当局が不許可を出せぬように巧みな表現で）描いた作品もある。

## 戦後処理
戦時に撮影・制作された写真・出版物などは敗戦時に多くが処分された。日本へのGHQの上陸に備え、日本軍機や米軍機の写るものや植民地などの「外地」での写真は新聞社などで大量に焼却された。戦意高揚を目的とし、戦時中に制作された軍国映画などの映像作品はGHQに没収された。
戦後、文壇や画壇、楽壇では、左派芸術家らによって、これら組織の旗振り役となり皇国や聖戦を称えるような活動を行った文学・芸術界の重鎮ら（例：山田耕筰など）が、戦争協力者として追及され吊るし上げられることがあった。これに対し多くは「自分は強制されており何の権限も与えられなかった」と責任の所在を否定し、文壇や画壇、芸術界を構成する弟子らも彼らを擁護したため、結局今も当時の詳細は分からないままである。また、追及した側にも、戦時中の協力的な言動を隠蔽していた者もいたことが、戦時中の動向を不透明にしているという意見もある。
情報局が行った新聞社、映画会社、出版取次などの統合は、いくつかの会社は分裂したものの戦後も解体されず、そのまま全国紙・ブロック紙・県内を独占する地方紙・映画会社・巨大取次会社などとして存続している。